# Barbora Bobuľová

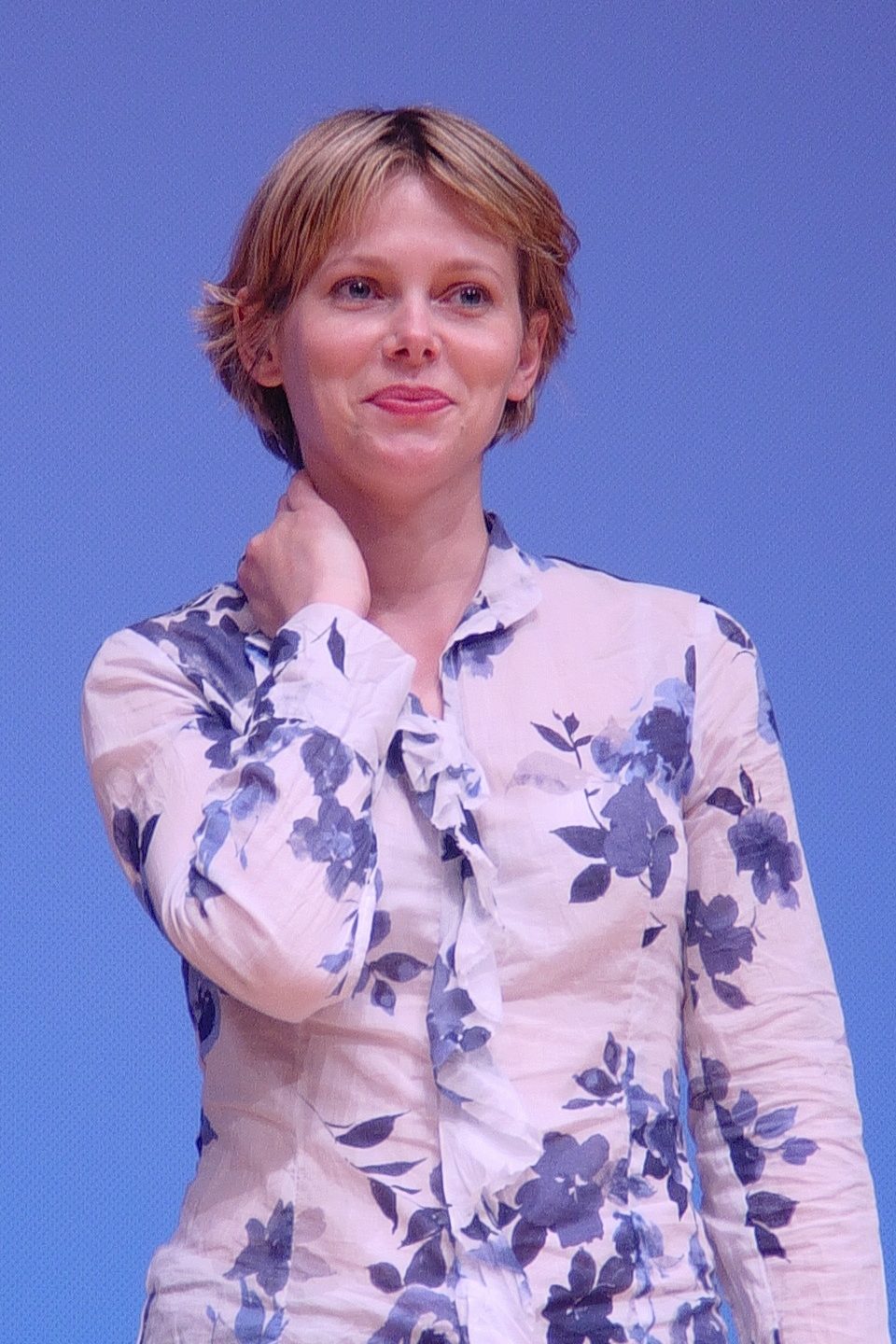
Barbora Bobuľová

Barbora Bobuľová (n. 29 aprilie 1974, Martin, Žilinský kraj, Slovacia) este o actriță slovacă.

## Date biografice
A crescut într-o regiune unde se vorbea limba germană.
Printre filmele mai importante ale ei se pot aminti "San Paolo" (temă biblică) produs în 2000 și "Crociati" (2001). Succese deosebite a avut Barbora în câteva filme italiene ca: "Anche libero va bene", "Cuore sacro", "La guerra è finita" cu care câștigă premiul televiziunii din Biarritz ca cea mai bună actriță.